# Goodia
Goodia is een geslacht van vlinders uit de familie van de Nachtpauwogen (Saturniidae). De wetenschappelijke naam werd gepubliceerd door William Jacob Holland in 1893.
De typesoort van het geslacht is Goodia nubilata Holland, 1893
De soorten van dit geslacht komen voor in het Afrotropisch gebied.

## Soorten
- G. canui Bouyer, 2004
- G. falcata (Aurivillius, 1893)
- G. nubilata Holland, 1893
- G. oxytela Jordan, 1922
- G. praedicta Bouyer, 2009

### Niet meer in dit geslacht
- Goodia addita = Dogoia addita
- Goodia arabica = Campimoptilum arabica
- Goodia astrica = Dogoia astrica
- Goodia boulardi = Campimoptilum boulardi
- Goodia decolor = Campimoptilum oriens
- Goodia dimonica = Dogoia dimonica
- Goodia egeri = Dogoia egeri
- Goodia fulvescens = Dogoia fulvescens
- Goodia hierax = Dogoia hierax
- Goodia hollandi = Campimoptilum smithii
- Goodia incana = Adafroptilum incana
- Goodia kuntzei = Campimoptilum kuntzei
- Goodia leonardi = Dogoia leonardi
- Goodia lunata = Dogoia lunata
- Goodia nyungwensis = Dogoia nyungwensis
- Goodia obscuripennis = Dogoia obscuripennis
- Goodia oriens = Campimoptilum oriens
- Goodia pareensis = Campimoptilum pareensis
- Goodia perfulvastra = Dogoia perfulvastra
- Goodia smithi = Campimoptilum smithii
- Goodia sparsum = Campimoptilum sparsum
- Goodia stellata = Dogoia stellata
- Goodia thia = Dogoia thia
- Goodia unguiculata = Dogoia unguiculata
- Goodia uniformis = Campimoptilum smithii
- Goodia veneris = Dogoia veneris